# Afrosternophorus dawydoffi
Afrosternophorus dawydoffi är en spindeldjursart som först beskrevs av Beier 1951.  Afrosternophorus dawydoffi ingår i släktet Afrosternophorus och familjen Sternophoridae. Inga underarter finns listade i Catalogue of Life.